# Asura obliterans
Asura obliterans là một loài bướm đêm thuộc phân họ Arctiinae, họ Erebidae.